# Ajdi
Ajdi so mitološka bitja, podobna velikanom.

## Oznaka Ajdov
Ajdi se v literaturi pojavljajo kot velikani s človeško podobo. Bili naj bi predniki ljudi. Po pripovedih so tako veliki, da se lahko pogovarjajo z gore na goro: če kaj potrebujejo, jim ni potrebno daleč hoditi, samo zakličejo in njihovi sosedje jim ta predmet podajo. Tako so si izposojevali sekire in podobne predmete, ki so jih potrebovali pri delu. Ljudje naj bi bili v primerjavi z njimi tako majhni, da so jih lahko nosili v predpasniku. Kakor je tudi za velikane značilno, so bili močni, ne pametni. Naselili so se na najvišje gore in planine in sicer posamezno. Zidali so veliko gradov, cerkva, božjih oltarjev, čeprav so bili v nekaterih delih označeni kot pogani. Znana je tudi Ajdovska deklica.

## Dela, v katerih so omenjeni Ajdi
- Velikan Ledinc in Špik
- Velikana in Lubnik nad Škofjo Loko
- Velikan z Radenke in skala Igla pri Solčavi
- Pilštanjska žena – Ajdovska žena
- Ajdovska deklica na Prisanku
- Ajdi v Mežiški dolini
- Ajdovski oltarji  na gori pri Dobrli vasi
- Ajdovske ali Rimske deklice. Grki
- Hobit